# داني أورورك
داني أورورك (بالإنجليزية: Danny O'Rourke)‏ (31 مايو 1983 في الولايات المتحدة - ) هو لاعب كرة قدم أمريكي في مركز الدفاع. لعب مع بورتلاند تمبرز وسان خوسيه إيرثكويكس وكولومبوس كرو ونيويورك ريد بولز وبروتلاند تمبرز 2 وColumbus Shooting Stars ‏ وDayton Gemini ‏ وChicago Fire U-23 ‏.

## وصلات خارجية
- داني أورورك على موقع الدوري الأمريكي (الإنجليزية)
- داني أورورك على موقع قاعدة بيانات كرة القدم.إي يو (الإنجليزية)
- داني أورورك على موقع Soccerway.com (الإنجليزية)